# Représentations diplomatiques du Cap-Vert

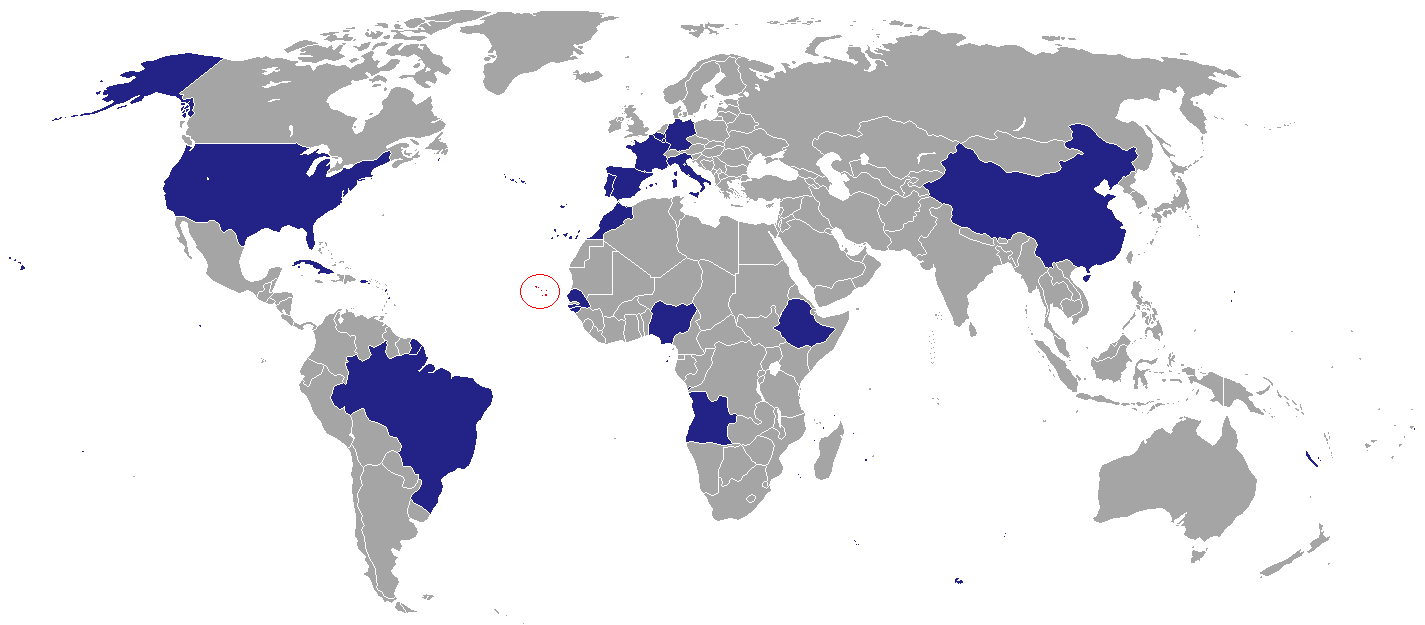
Représentations diplomatiques du Cap-Vert.

Les représentations diplomatiques du Cap-Vert comprennent les ambassades et les consulats de la République du Cap-Vert à l'étranger.
Alors que le Cap-Vert est un pays peu peuplé – en 2012 sa population est estimée à un peu plus d'un demi-million d'habitants –, il accrédite cependant un nombre assez élevé de représentations diplomatiques sur quatre continents en raison d'une importante diaspora.

## Galerie

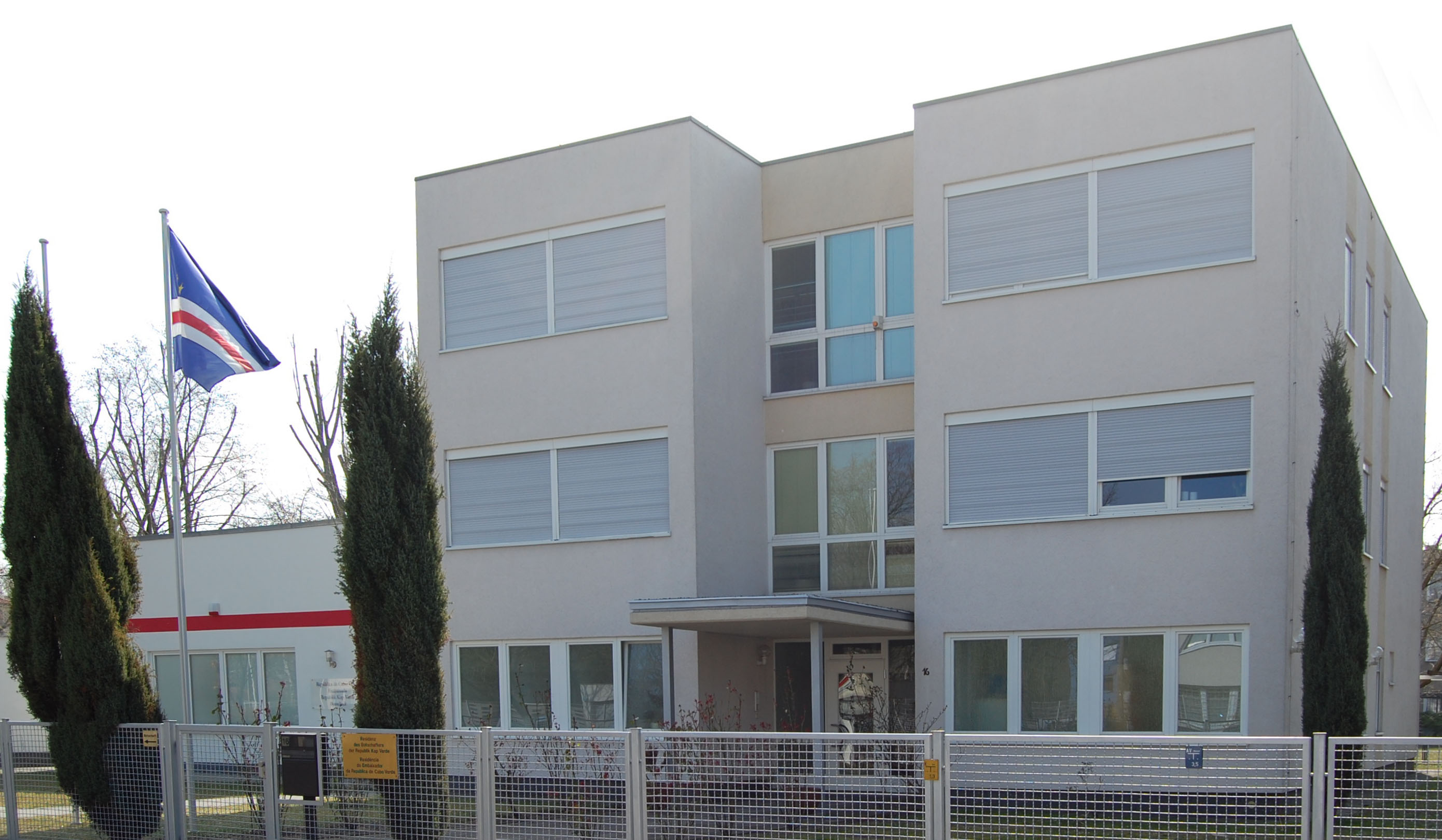
Ambassade à Berlin.
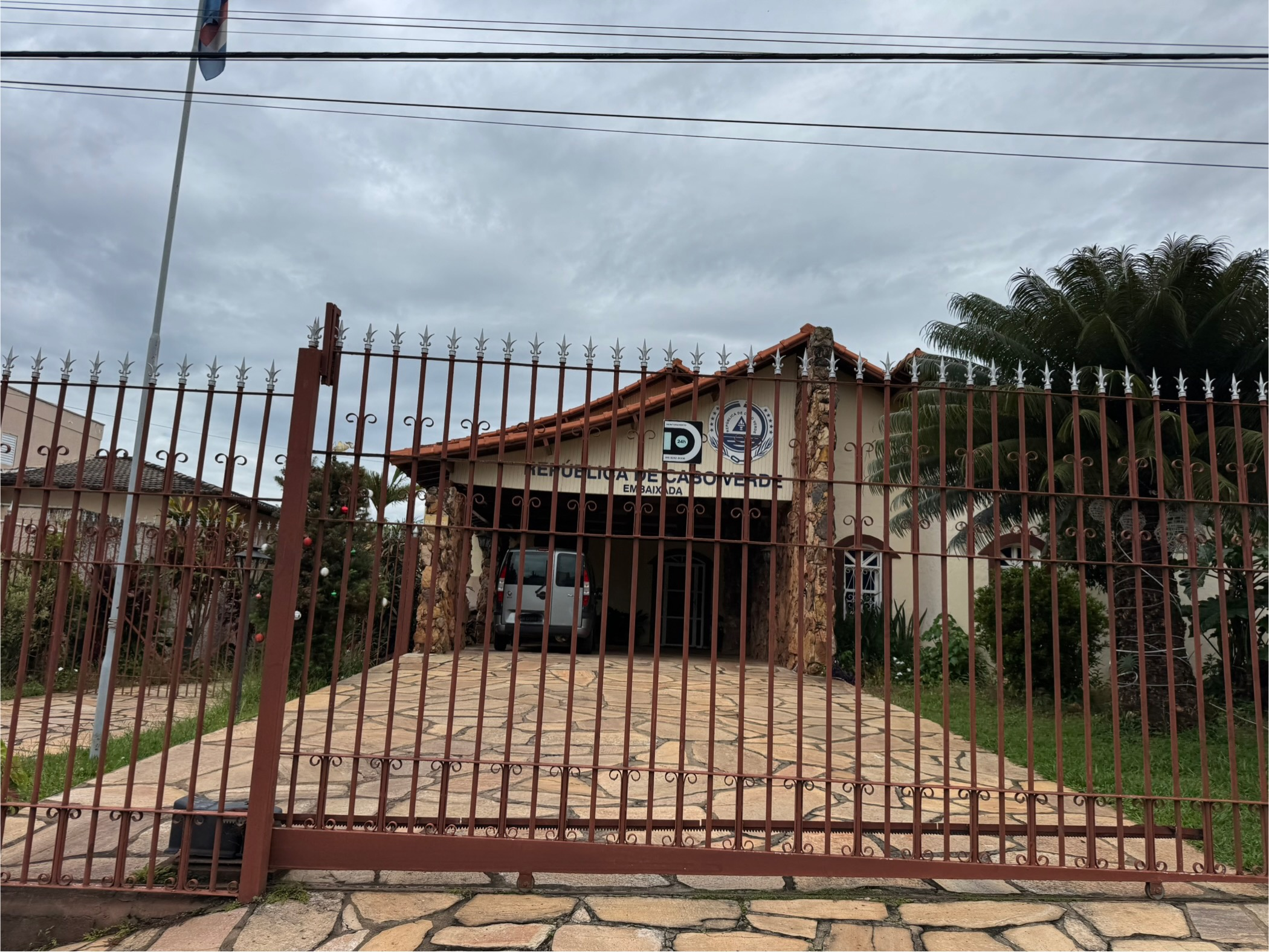
Ambassade à Brasilia.
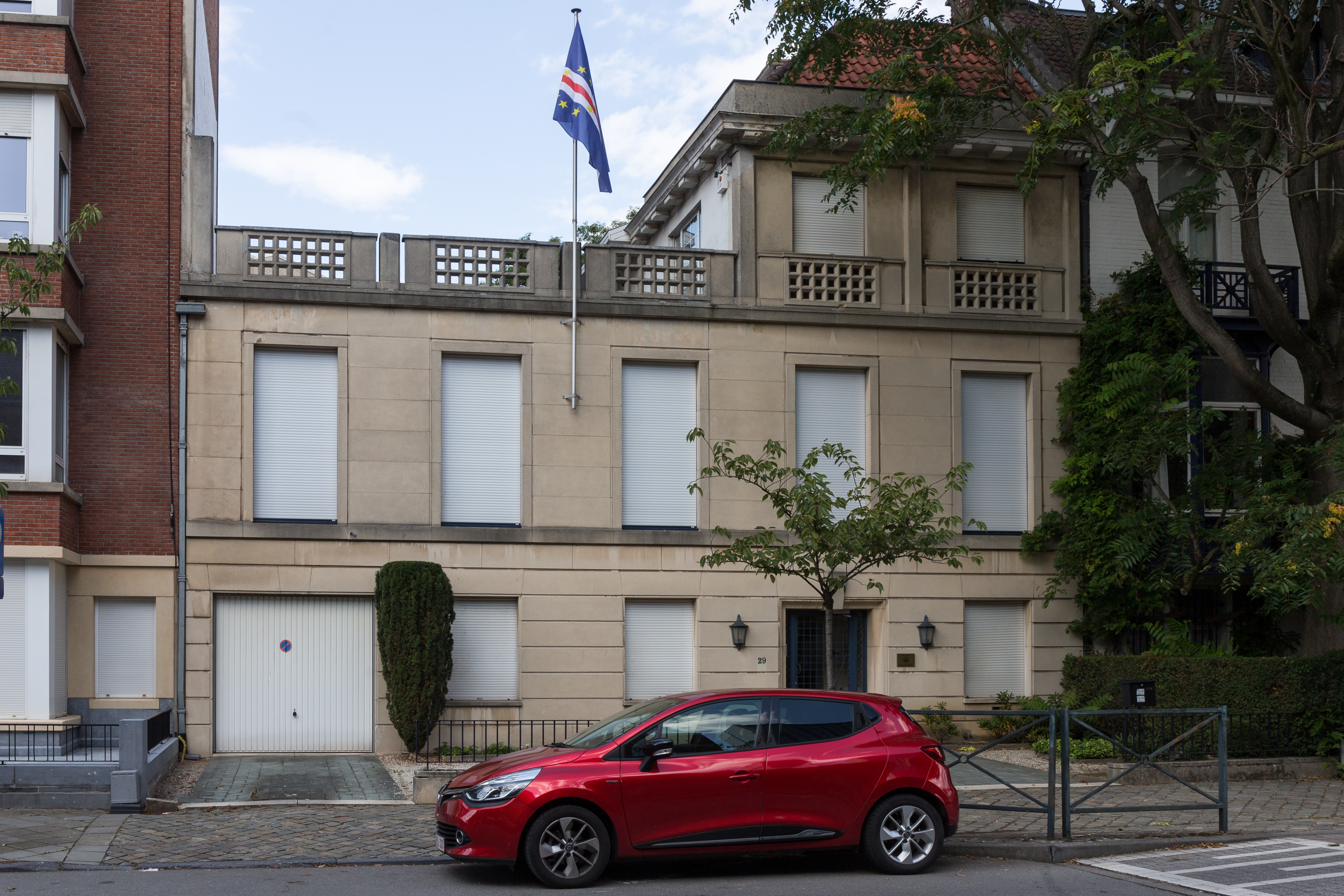
Ambassade à Bruxelles.
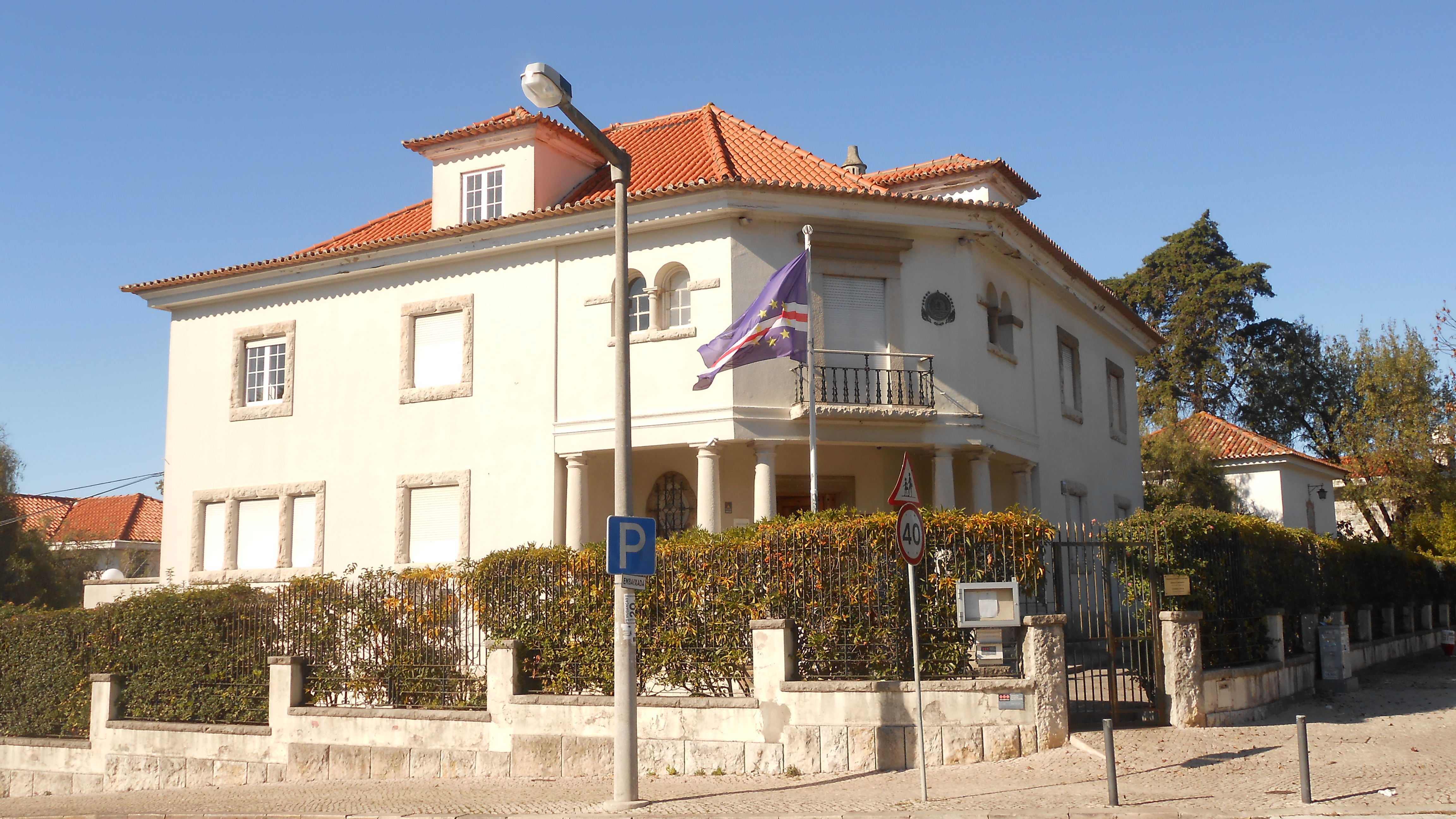
Ambassade à Lisbonne.
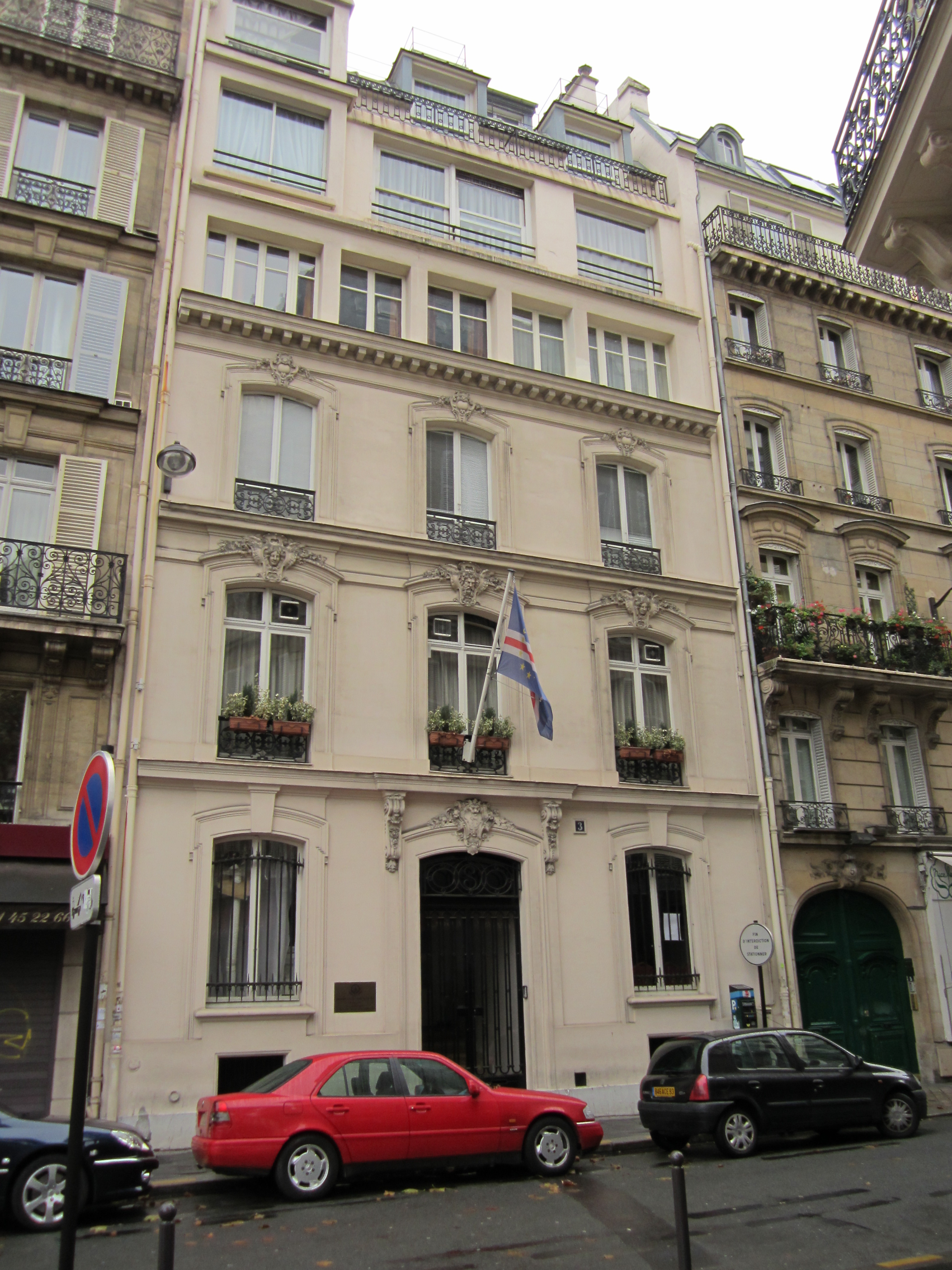
Ambassade à Paris.
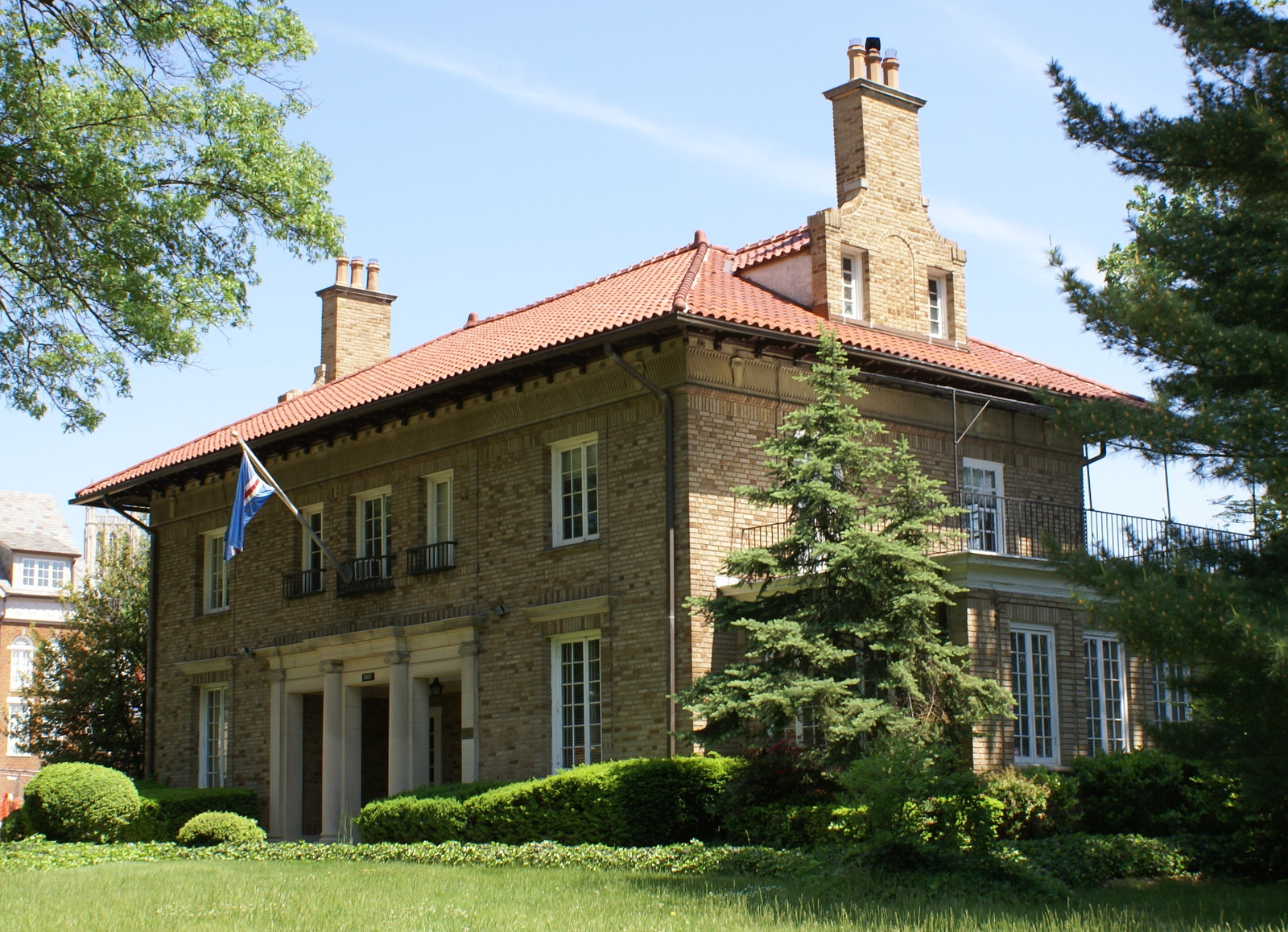
Ambassade à Washington.
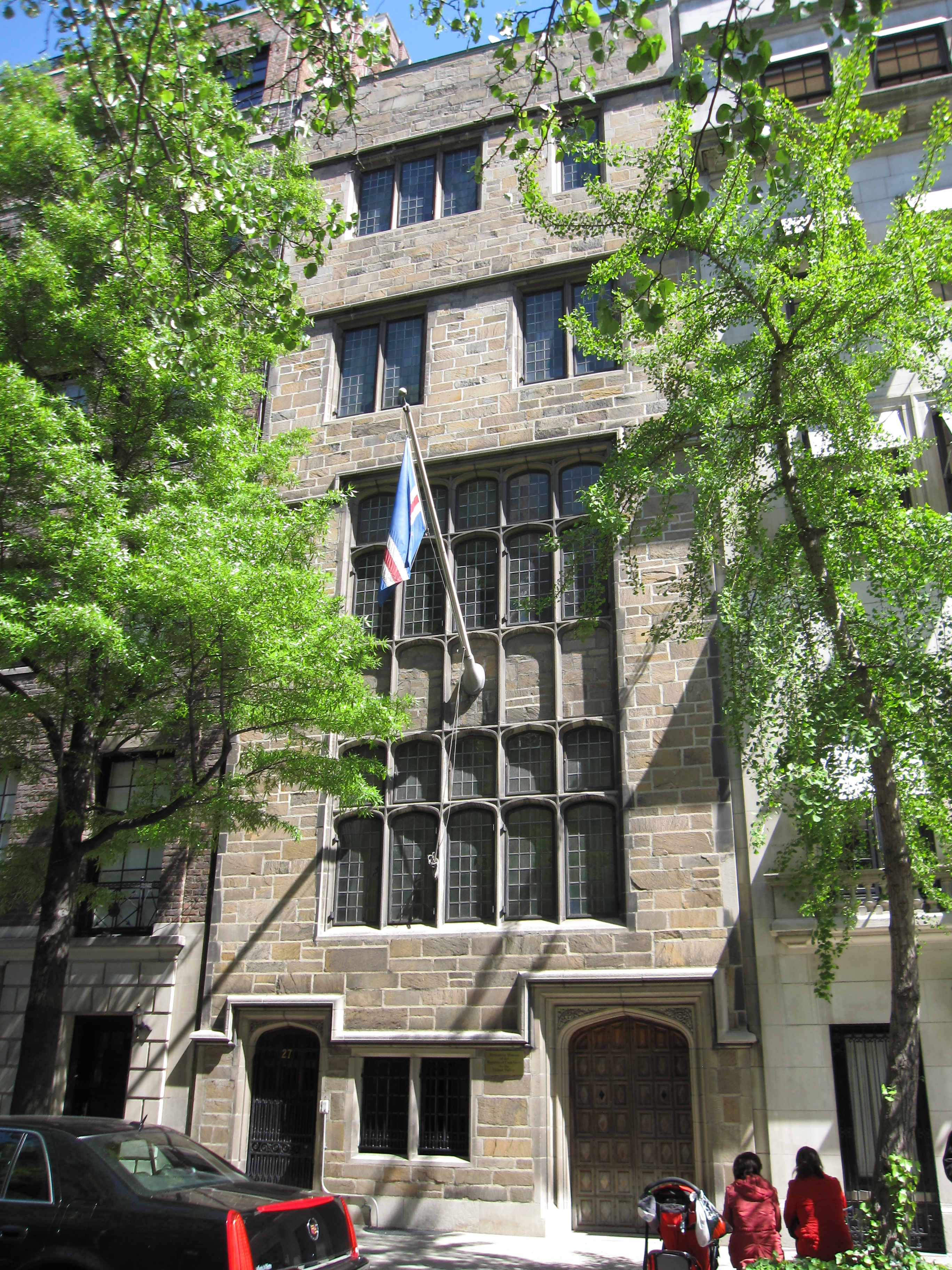
Mission permanente auprès l'ONU à New York.